# Барбер, Кэтлин
Кэтлин Барбер (англ. Kathleen Barber) — американская писательница и непрактикующий юрист. Права на экранизацию её дебютного романа 2017 года «Ты спишь?» были проданы компании Hello Sunshine, а сериал под названием «Сказать правду», основанный на книге, был снят для Apple TV+ и дебютировал в декабре 2019 года. 
Барбер выросла в Гейлсберге, штат Иллинойс. Она получила степень бакалавра в Университете Иллинойса, где она была посвящена в Альфа-Гамма-Дельту, и степень доктора права на юридическом факультете Северо-Западного университета. Несколько лет она работала адвокатом в фирмах Чикаго и Нью-Йорка, где сосредоточила свою практику на законах о банкротстве. 
Барбер повествует о том, как она писала в качестве хобби в течение многих лет, но решение, которое она и её муж приняли — бросить работу и путешествовать по всему миру — побудило её закончить книгу «Ты спишь?» Барбер рассказала, что её вдохновил подкаст Serial. Её роман посвящён ведущему подкаста, расследование которого выявило доказательства неправомерного осуждения.
Газета Galesburg Register-Mail сообщила, что ожидаемый роман Барбер «Следуй за мной» также будет загадкой, вращающейся вокруг социальных сетей. Роман был опубликован 25 февраля 2020 года и получил положительные отзывы критиков.